# HD DVD
HD DVD eller High-Definition/Density Digital Versatile Disc är ett hög-densitetskivformat utvecklat av Toshiba med syfte att lagra stora mängder data, exempelvis för filmer. Det kallades för nästa generationens dvd. De första officiella HD DVD-filmerna släpptes i slutet av april 2006 i USA. Toshiba lät den 19 februari 2008 meddela att all utveckling, försäljning och marknadsföring av formatet läggs ner, detta som en följd av att allt fler bolag valt att ge sitt stöd till konkurrenten Blu-ray.

## Teknik
Formatet bygger på användandet av en violett laser, vilken har en kortare våglängd jämfört med den röda laser som dvd använder. Därmed blir det möjligt att lagra mer data på samma yta. En HD DVD rymmer cirka 15 GB per lager.

## Tillverkarstöd
Formatet har till stor del skapats av NEC, Toshiba och Sanyo, men formatet hade även stöd från bland andra Intel. Microsoft har släppt en extern HD DVD-spelare till sin Xbox 360 som gör det möjligt att titta på HD DVD med konsolen. Cirka 200 filmtitlar beräknades vara tillgängliga innan år 2006 var slut.

## Konkurrens
Det konkurrerande formatet som innebar att HD DVD gick i graven är Blu-ray Disc. En dual-layer Blu-ray-skiva kan lagra 50 GB. Sony har dock producerat en skiva med åtta lager vilket ger 200 GB per skiva. Även TDK har lyckats framställa en Blu-ray-skiva med 200 GB lagringskapacitet. En dual-layer HD DVD kan på sin höjd lagra 30 GB. Blu-ray Disc med dual-layer släpptes däremot senare än HD DVD med dubbla lager.
En mindre känd konkurrent, den mest lagringskapabla, är HVD (Holographic Versatile Disc). HVD kan lagra uppemot 3.9 TB (3993.6 GB) på en enda skiva. Detta kan verka onödigt, men i framtiden kommer behovet av effektivt lagringsutrymme öka kraftigt och ställa sådana krav att det är behändigt med relativt lätta och lätthanterliga lagringsmedium som skivor. HVD är fortfarande inte tillgängligt för allmänheten.
Versatile Multilayer Disc (VMD eller HD VMD) är ett format utvecklat av New Medium Enterprises, Inc som är en tänkbar konkurrent till både HD DVD och Blu-ray.

### Fotnoter
1. ↑  ”Toshiba skrotar hd-dvd!”. 16 februari 2008. Arkiverad från originalet den 18 februari 2008. https://web.archive.org/web/20080218033944/http://www.idg.se/2.1085/1.145699. Läst 21 februari 2008.
2. ↑  ”Toshiba: Vi lägger ner hd-dvd”. 19 februari 2008. Arkiverad från originalet den 25 maj 2012. http://archive.today/2012.05.25-115318/http://www.idg.se/2.1085/1.145927. Läst 19 februari 2008.